# Юаса Масаакі
Юаса Масаакі (яп. 湯浅政明, латиніз. Yuasa Masaaki) — японський режисер аніме, художник розкадровок, сценарист і аніматор, відомий серіалами «Девілмен плакса», «Kaiba», «The Tatami Galaxy» та фільмом «Night Is Short, Walk On Girl». Співзасновник анімаційної студії Science Saru.

## Доробок

### Режисер
| Рік  | Оригінальна назва               | Хепберн                          | Українська назва                        | Пр.                               |
| ---- | ------------------------------- | -------------------------------- | --------------------------------------- | --------------------------------- |
| 1999 | バンパイヤン・キッズ            | Vanpaiyan Kizzu                  |                                         | пілотний фільм                    |
| 2004 | マインド・ゲーム                | Maindo Gēmu                      | «Гра розуму»                            |                                   |
| 2006 | ケモノヅメ                      | Kemonozume                       | «Кіготь звіра»                          |                                   |
| 2008 | Genius Party                    | Jīniasu pāti                     | «Геніальна вечірка»                     | режисер сегменту «Щаслива машина» |
| 2008 | カイバ                          | Kaiba                            | «Кайба»                                 |                                   |
| 2010 | 四畳半神話大系                  | Yojōhan Shinwa Taikei            | «Легенда про чотири з половиною татамі» |                                   |
| 2013 | キックハート                    |                                  | «Удар у серце»                          |                                   |
| 2014 | ピンポン                        | Ping Pong: The Animation         | «Пінг-понг»                             |                                   |
| 2014 | Adventure Time with Finn & Jake |                                  | «Час пригод»                            | сезон 6 епізод 7                  |
| 2014 | スペース☆ダンディ               | Supēsu Dandi                     | «Космо Денді»                           | епізод 16                         |
| 2017 | 夜は短し歩けよ乙女              | Yoru wa Mijikashi Aruke yo Otome | «Ніч коротка, тож гуляй, дівчино»       |                                   |
| 2017 | 夜明け告げるルーのうた          | Yoaketsugeru Rū no Uta           | «Лу за стіною»                          |                                   |
| 2018 | Devilman Crybaby                |                                  | «Девілмен плакса»                       |                                   |
| 2019 | きみと、波にのれたら            | Kimi to, Nami ni Noretara        | «Піймай свою хвилю»                     |                                   |
| 2020 | 映像研には手を出すな！          | Eizōken ni wa Te o Dasu na!      | «Руки геть від Клубу Анімації!»         |                                   |
| 2020 | 日本沈没                        | Nihon Chinbotsu                  | «Японія тоне»                           |                                   |

### Сценарист
- 2020 — Eizouken ni wa Te wo Dasu na!
- 2014 — Ping Pong The Animation
- 2010 — Сказ про чотири з половиною татамі
  - Епізод # 1. Tennis Circle [Cupid] [23.04.2010];
  - Епізод # 2. Movie Circle [Purification] [30.04.2010];
  - Епізод # 3. Cycling Association [Soleil] [07.05.2010];
  - Епізод # 4. Disciples Wanted [14.05.2010];
  - Епізод # 5. Softball Circle [Honwaka] [21.05.2010];
  - Епізод # 6. English Conversation Circle [Joe English] [28.05.2010];
  - Епізод # 7. Circle [Hero Show Association] [04.06.2010];
  - Епізод # 8. Reading Circle [Sea] [11.06.2010];
  - Епізод # 9. Secret Society [Lucky Cat Chinese Restaurant] [18.06.2010];
  - Епізод # 10. The 4.5 Tatami Ideologist [25.06.2010];
  - Епізод # 11. End of the 4.5 Tatami Age [02.07.2010];
- 2008 — Kaiba [склад серій]
- 2008 — Kaiba
  - Епізод # 1. The Name Is Warp [11.04.2008];
  - Епізод # 2. Stowaways [18.04.2008];
  - Епізод # 3. Chroniko `s Leather Boots [25.04.2008];
  - Епізод # 4. Grandma `s Room of Memories [02.05.2008];
  - Епізод # 5. Abipa, The Utopian Planet [09.05.2008];
  - Епізод # 6. Muscular Woman [16.05.2008];
  - Епізод # 7. The Man Who Doesn `t Dwell In Memories [23.05.2008];
  - Епізод # 8. Sheep `s Clothing [13.06.2008];
  - Епізод # 9. Shoot Warp! [20.06.2008];
  - Епізод # 10. Kaiba [11.07.2008];
  - Епізод # 11. Turning Fan [18.07.2008];
  - Епізод # 12. Everyone In the Clouds [25.07.2008];
- 2006 — Кігті Звіра [склад серій]
- 2006 — Кігті Звіра
  - Епізод # 1. The First Taste [06.08.2006];
  - Епізод # 2. Hardship `s Farewell [13.08.2006];
  - Епізод # 6. Harsh Birthday [17.09.2006];
  - Епізод # 8. Confinement Has The Taste Of Iron [01.10.2006];
  - Епізод # 9. Sweet Dreams [08.10.2006];
  - Епізод # 13. No Connection to Taste [05.11.2006];
- 2004 — Ігри розуму
- 2001 — Котячий суп
- 1992 — Anime Rakugo Kan [еп. 3]

### Аніматор
- 2001 — Котячий суп — режисер анімації
- 1992 — Anime Rakugo Kan — режисер анімації
- 1992 — Сін-тян [ТВ] — режисер анімації
- 1991 — Little Polar Bear: Shirokuma-kun, Fune ni Noru — режисер анімації
- 1990 — Хаккенден: Легенда про Псах-воїн — режисер анімації
  - Епізод # 10. Hamaji `s Resurrection [10.07.1994]

### Змішані ролі
- 2014 — Ping Pong The Animation — розкадровка
- 2013 — Photo Kano — розкадровка
  - Епізод #7. Star `s Smile [17.05.2013]
- 2010 — Сказ про чотири з половиною татамі — розкадровка
  - Епізод #1. Tennis Circle [Cupid] [23.04.2010];
  - Епізод #11. End of the 4.5 Tatami Age [02.07.2010];
- 2008 — Kaiba — розкадровка
  - Епізод #1. The Name Is Warp [11.04.2008];
  - Епізод #10. Kaiba [11.07.2008];
  - Епізод #11. Turning Fan [18.07.2008];
  - Епізод #12. Everyone In the Clouds [25.07.2008];
- 2006 — Кігті Звіра — розкадровка
  - Епізод #1. The First Taste [06.08.2006];
  - Епізод #2. Hardship `s Farewell [13.08.2006];
  - Епізод #13. No Connection to Taste [05.11.2006];
- 2001 — Котячий суп — розкадровка
- 2000 — Син-тян 2000 (фільм #08) — дизайн [персонажів]
- 1998 — Син-тян 1998 (фільм #06) — дизайн
- 1997 — Син-тян 1997 (фільм #05) — дизайн
- 1992 — Anime Rakugo Kan — дизайн [персонажів — еп. 3]
- 1992 — Сін-тян [ТВ] — розкадровка
- 1991 — Little Polar Bear: Shirokuma-kun, Fune ni Noru — дизайн [персонажів]